# Медаль имени Н. М. Пржевальского
Серебряная и золота́я меда́ль и́мени Никола́я Миха́йловича Пржева́льского — награды Русского географического общества (РГО).

## История
Серебряная медаль и премия в Российской империи
В 1891 году в честь Н. М. Пржевальского РГО учредило Большую серебряную медаль имени Н. М. Пржевальского.
Первое присуждение медалью состоялось в 1891 году, медалью были награждены К. И. Богданович, М. Е. Грум-Гржимайло, П. К. Козлов, В. И. Роборовский за труды по изучению Центральной Азии.
В 1890 году Совет РГО попросил разрешения на сооружение памятника Пржевальскому в Санкт-Петербурге, и в связи с этим, открыть подписку по всей России. Подписка, открытая с 1 декабря 1890 года дала около 30 тыс рублей, а за вычетом расходом на памятник осталось 18 тыс 700 рублей. Из этой суммы был образован капитал премии Пржевальского.
Первую премию Пржевальского получил Г. Е. Грум-Гржимайло.
Серебряная медаль в СССР
С образованием СССР, Русское Географическое общество продолжило награждать Большой серебряной медалью имени Н. М. Пржевальского своих сотрудников до учреждения в 1946 году Золотой медали им. Н. М. Пржевальского.
Золотая медаль в СССР
29 августа 1946 года, в связи со столетним юбилеем Географического общества, Совет Министров СССР утвердил новое положение о медалях и премиях Общества. На основании этого постановления учреждена Золотая медаль им. Н. М. Пржевальского. Она вручалась один раз в два года:
- за труды по картографии, геодезии, математической географии, геоморфологии, военной географии
- за важные по научным результатам путешествия в малоизвестные или вовсе неизвестные местности. Награждённому выдавалась премия в размере 1000 рублей.

Золотая медаль в Российской Федерации
И в настоящее время Золотая медаль им. Н. М. Пржевальского Русского географического общества существует. Она присуждается за:
- новые важные географические открытия в пустынях и горных странах.
- сухопутные путешествия и исследования более или менее обширных или малоизвестных или вовсе неизвестных местностей, если результаты этих исследований представляются достаточно важными в географическом отношении или если описание путешествия представляет верную географическую характеристику страны.
- этнографические экспедиционные исследования народов России и других стран, доставившие новые и важные результаты.
- сочинения по картографии, геодезии, математической географии и геоморфологии, заключающие в себе глубокий анализ имеющегося в науке материала на уровне современной науки.

## Описание
Медаль настольная и хранится в футляре. На аверсе изображён портрет Н. М. Пржевальского. На реверсе указано, кем учреждена.

## Награждённые медалью Пржевальского

### Серебряная медаль (Российская империя)
- Богданович, Карл Иванович, 1891
- Грум-Гржимайло, Михаил Ефимович, 1891
- Козлов, Пётр Кузьмич, 1891
- Роборовский, Всеволод Иванович, 1891
- Андрусов, Николай Иванович, 1892
- Толль, Эдуард Васильевич, 1894
- Шилейко, Евгений Иванович, 1894
- Фритше, Герман Александрович, 1895
- Шмидт, Юлий Александрович, 1895
- Клеменц, Дмитрий Александрович, 1896
- Ячевский, Леонард Антонович, 1898
- Анерт, Эдуард Эдуардович, 1899
- Сапожников, Василий Васильевич, 1900
- Гордягин, Андрей Яковлевич, 1901
- Чернцов, Михаил Васильевич, 1902
- Дунин-Горкавич, Александр Александрович, 1904
- Журавский, Андрей Владимирович, 1905
- Буш, Николай Адольфович, 1906
- Зарудный, Николай Алексеевич, 1907
- Мейстер, Александр Карлович, 1908
- Васильев, Александр Семёнович, 1909
- Герасимов, Александр Павлович, 1909
- Дубянский, Владимир Андреевич, 1910
- Неуструев, Сергей Семёнович, 1911
- Сукачёв, Владимир Николаевич, 1913
- Резниченко, Владимир Васильевич, 1914

### Серебряная медаль (СССР)
- Келлер, Борис Александрович, 1917[уточнить]
- Городков, Борис Николаевич, 1924
- Урванцев, Николай Николаевич, 1924
- Вавилов, Николай Иванович, 1925
- Крашенинников, Ипполит Михайлович, 1926
- Наливкин, Дмитрий Васильевич, 1927
- Григорьев, Андрей Александрович, 1928
- Бутов, Павел Ильич, 1929
- Яворский, Василий Иванович, 1929
- Кассин, Николай Григорьевич, 1930

### Золотая медаль (СССР)
- Мурзаев, Эдуард Макарович, 1947
- Шведе, Евгений Евгеньевич, 1949
- Синицын, Владимир Михайлович, 1951
- Юнатов, Александр Афанасьевич, 1954
- Ющенко, Артемий Павлович, 1956
- Жонголович, Иван Данилович, 1958
- Герасимов, Иннокентий Петрович, 1960
- Салищев, Константин Алексеевич, 1963 и 1974
- Щукин, Иван Семёнович, 1965[уточнить]
- Кунин, Владимир Николаевич, 1966
- Самойлович, Георгий Георгиевич, 1966
- Шнитников, Арсений Владимирович, 1970
- Маруашвили, Леван Иосифович, 1972
- Гвоздецкий, Николай Андреевич, 1974
- Короткевич, Евгений Сергеевич, 1974
- Сдасюк, Галина Васильевна, 1976
- Будагов, Будаг Абдулали оглы, 1978
- Ивановский, Лев Николаевич, 1982
- Селивёрстов, Юрий Петрович, 1982
- Постников, Алексей Владимирович, 1987
- Берлянт, Александр Михайлович, 1990

### Золотая медаль (Российская Федерация)
- Иметхенов, Анатолий Борисович, 1992
- Смирнов, Леонид Евгеньевич, 1994
- Уфимцев, Геннадий Феодосьевич, 1994
- Котляков, Владимир Михайлович, 1996
- Торсуев, Николай Павлович, 2008
- Рычагов, Георгий Иванович, 2015 — за вклад в развитие геоморфологии и исследование истории Каспийского моря.
- Чибилёв, Александр Александрович, 2024 — за сухопутные исследования обширных и малоизученных местностей, имеющих уникальное значение для географической науки[2]

## Награждённые премией Пржевальского
- Грошев, Александр Измаилович, 1891
- Грум-Гржимайло, Григорий Ефимович, 1891
- Обручев, Владимир Афанасьевич, 1894
- Березовский, Михаил Михайлович, 1895
- Липский, Владимир Ипполитович, 1896
- Комаров, Владимир Леонтьевич, 1898
- Зарудный, Николай Алексеевич, 1901, 1904 (в 1907 получил серебряную медаль им. Пржевальского)
- Цыбиков, Гомбожаб Цэбекович, 1903
- Эдельштейн, Яков Самойлович, 1905
- Барадийн, Базар Барадиевич, 1907
- Житков, Борис Михайлович, 1908
- Чернов, Александр Александрович, 1910
- Резниченко, Владимир Васильевич, 1914
- Потанин, Николай Григорьевич, 1915